# Danthoniopsis simulans
Danthoniopsis simulans är en gräsart som först beskrevs av Charles Edward Hubbard, och fick sitt nu gällande namn av Clayton. Danthoniopsis simulans ingår i släktet Danthoniopsis, och familjen gräs. Inga underarter finns listade i Catalogue of Life.